# (37844) 1998 DD6
1998 DD6 (asteroide 37844) é um asteroide da cintura principal. Possui uma excentricidade de 0.17979750 e uma inclinação de 2.89229º.
Este asteroide foi descoberto no dia 22 de fevereiro de 1998 por NEAT em Haleakala.